# Estrella Acosta
Estrella Acosta (Havana, 23 april 1964) is een Cubaanse countryzangeres. Zij groeide op in de landstreek Matanzas. Acosta speelde mee op de cd Memorias de Cuba van Carel Kraayenhof.

## Biografie
Acosta migreerde op 11-jarige leeftijd met haar familie naar Austin in de Amerikaanse staat Texas. Zij studeerde culturele antropologie aan de Universiteit van Texas in Austin. Toen ze haar studie had afgerond begon ze met zingen en richtte ze haar eerste band op. Deze band speelde een mix van jazz, Braziliaanse muziek en Cubaanse muziek.
Na in steden als Mexico-Stad, New York en Rio de Janeiro te hebben gewoond vond ze haar plek in Nederland. Estrella heeft opgetreden met bekende namen als Toninho Horta, Craig Handy, Edy Martinez, Mauricio Einhorn, Claudio Roditi, Ramon Valle, Jovino Santos Neto en Jimmy Branly.
In 1996 bracht Acosta haar eerste cd uit, "Navegando de La Habana a Rio", waarop ze haar eigen teksten ten gehore brengt en daarbij wordt begeleid door bevriende muzikanten, waaronder de Braziliaanse pianist Luizão Paiva en de Uruguayaanse gitarist Leonardo Amuedo. Deze cd kreeg over de hele wereld positieve recensies.
Haar tweede cd, "Alma Guajira", was genomineerd voor een Edison. Op deze muziek mixt ze traditionele Cubaanse muziek met de hedendaagse "guajira". Deze cd is een ode aan haar thuisland en haar familie uit San Jose de los Ramos in Matanzas, waar ze een groot deel van haar jeugd heeft doorgebracht. 
Estrella Acosta trad onder andere op tijdens festivals waaronder het Viva Brasil Festival (Brussel), het Curaçao International Jazz Festival, het Heineken Jazz Festival, Dunya Festival en driemaal tijdens het North Sea Jazz Festival. Daarnaast trad ze op in clubs over de hele wereld en alle grote concertzalen van Nederland.
Op 6 mei 2007 was Estrella te gast bij het televisieprogramma Vrije Geluiden.
In september 2007 toerde Estrella met haar band door de Verenigde Staten en Canada, daar speelden ze onder andere op het Madison World Music Festival, het World Music Chicago 2007 het Small World Music Festival in Toronto.
In juni 2008 bracht Carel Kraayenhof de cd "Memorias de Cuba" uit, waarop Acosta ook te horen is. 